# El Zapote, Coyuca de Benítez
El Zapote är en ort i Mexiko.   Den ligger i kommunen Coyuca de Benítez och delstaten Guerrero, i den södra delen av landet, 290 km söder om huvudstaden Mexico City. El Zapote ligger 24 meter över havet och antalet invånare är 849.
Terrängen runt El Zapote är kuperad åt nordost, men åt sydväst är den platt. Havet är nära El Zapote åt sydväst.  Närmaste större samhälle är Coyuca de Benítez, 11,4 km öster om El Zapote. 